# Patella vulgata
Patella vulgata es una espècie comestible de mol·lusc gastròpode de la família Patellidae, endèmica dels mars de l'Europa occidental.
Exemplars d'aquesta espècie van ser trobats en coves com la d'Altamira, on havien estat utilitzades com a aliment durant els períodes Solutrià i Magdalenià, i les seves conquilles utilitzades com a recipients per a preparar pintures com ara l'ocre.

## Galeria

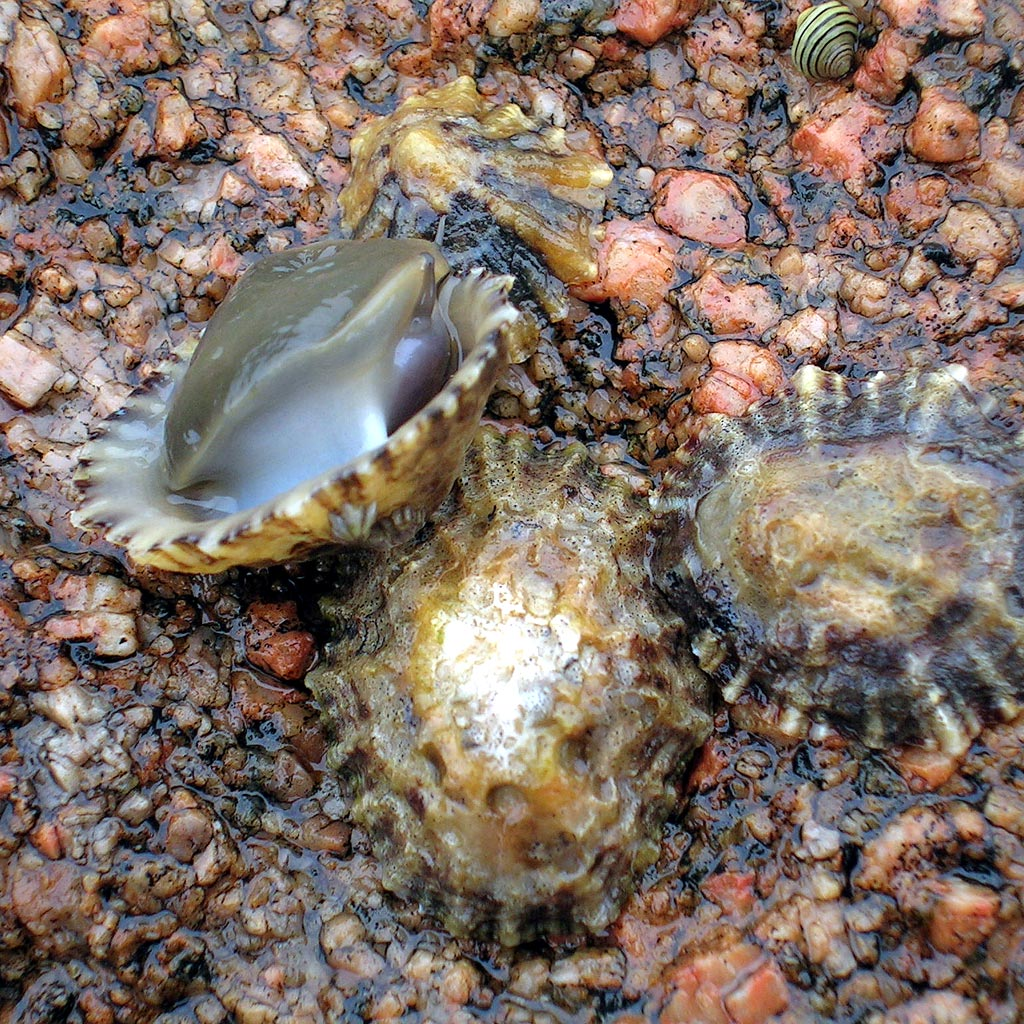
Quatre Patella vulgata adherides a una roca en el noroest de Galícia. Una ha estat girada per a mostrar el peu.
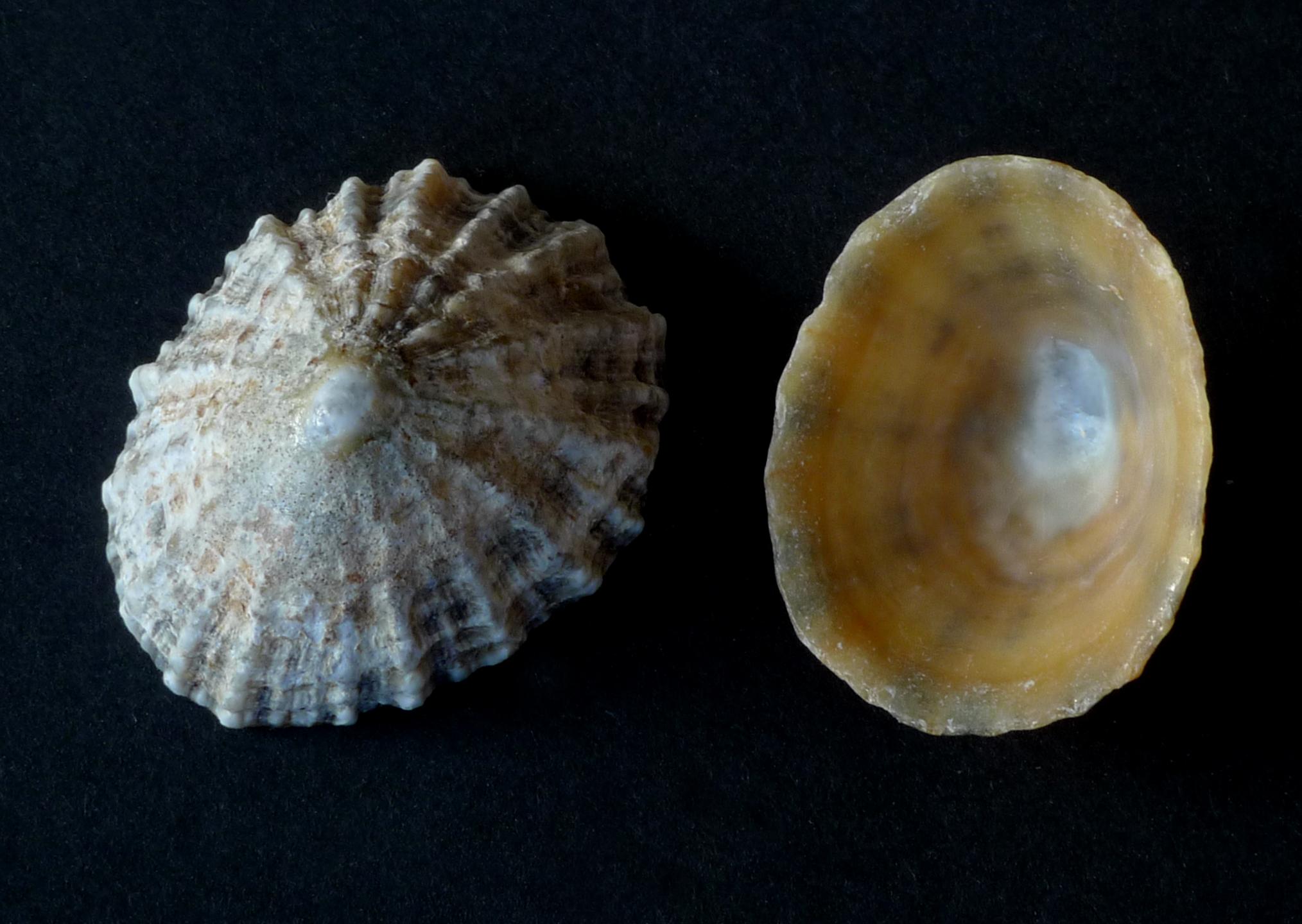
Conquilles de Patella vulgata procedents de Gal·les.
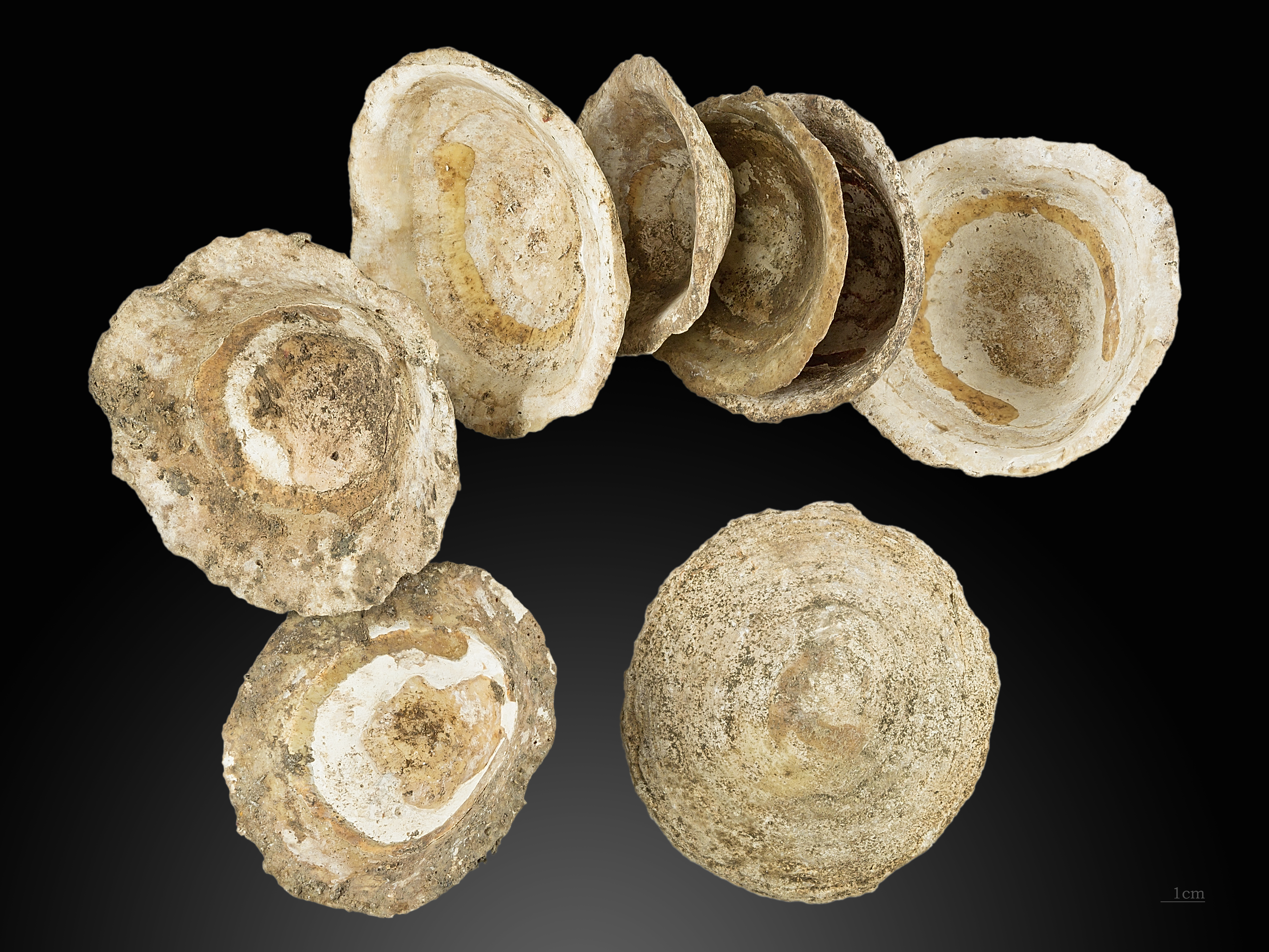
Restes d'un àpat' de l'estrat Magdalenià inferior cantàbric de la cova d'Altamira.
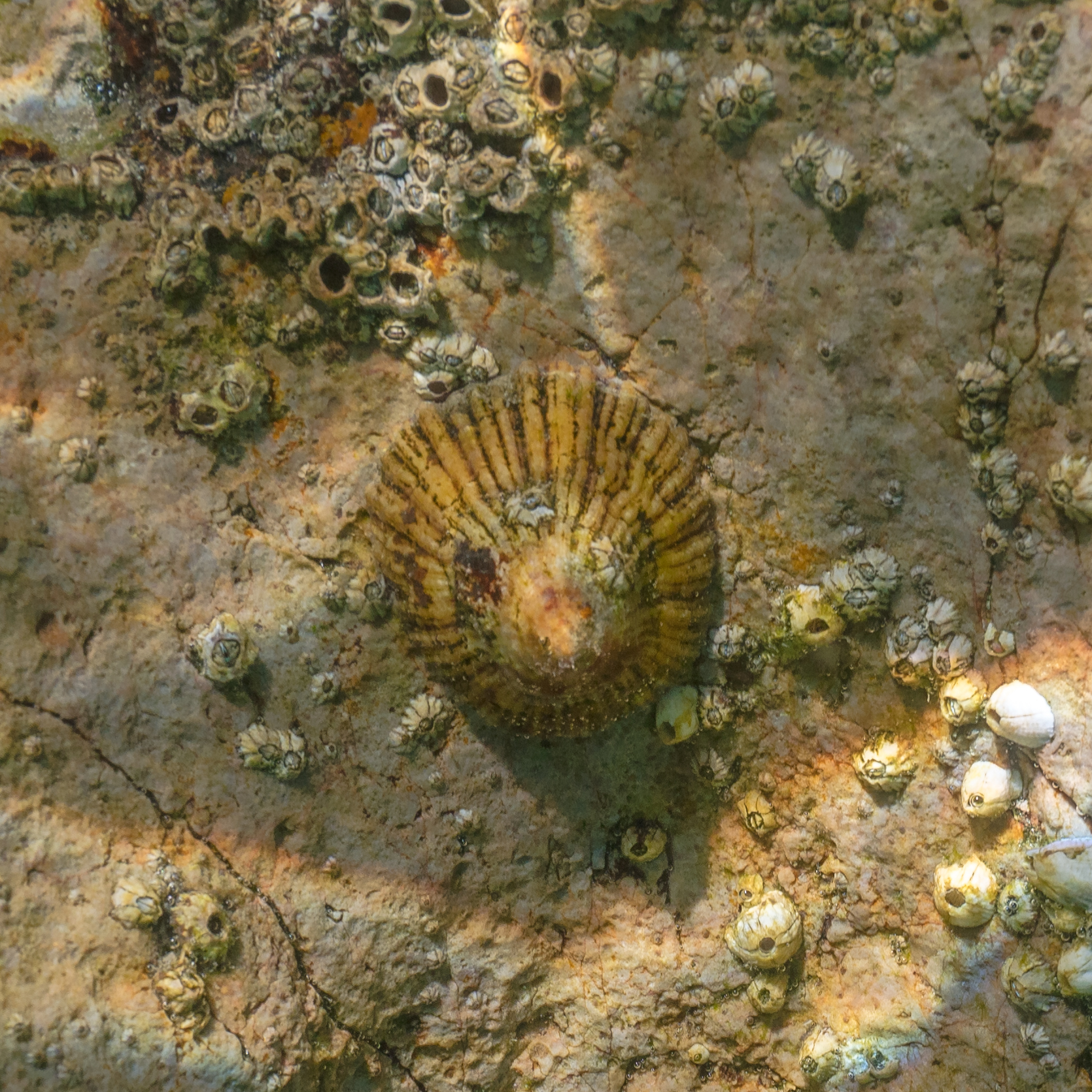
Patella vulgata sota l'aigua.